# シグマロケット
シグマロケットとは、東京大学原子核研究所ロクーン委員会及び同大学生産技術研究所AVSA研究班（現JAXA宇宙科学研究本部）が富士精密工業と共に開発したロックーン（気球から発射される観測ロケット）である。

## 概要
国際地球観測年（IGY）にあわせ、カッパロケットと並行して開発されたのがシグマロケットであり、ベビーロケット, アルファロケットと続いたIGYに関わるロックーン開発の最終型である。空気の薄い高度25kmまで気球で上昇し、その気球から100m下にロープで吊り下げられたロケットを発射する「ロックーン」（Rocket Balloon）と呼ばれる形式のものであり、高度100km到達を目指して開発が進められていた。
1958年初頭に始まったシグマロケットの開発は、気象に恵まれないことや気球開発の難航、またΣ-2型2号機が地上で着火する等の困難に見舞われ、計画は中々進まなかった。それによって当初の目標であったIGYでの高空観測は達成できず、以後の計画は生産技術研究所AVSA班に引き継がれた。開発計画が大きく3期に分けられる内、第3期では1960年10月にΣ-3型1機の打ち上げと1961年6月にΣ-4型2機の打ち上げが行われた。1961年6月18日に青森県六ヶ所村尾駮海岸からΣ-4 2号機が打ち上げられ、ついに高度105kmを達成した。しかしIGYには間に合わなかった。
当時の主流な観測ロケットであったK-8と比較して必ずしも経済的だとはいえないことなどから、以後の観測ロケット開発はカッパロケットを中心に進められ、シグマロケットが用いられることはなかった。その後ロックーン研究の成果は同研究所の大気球実験へと引き継がれていく。
なお、宇宙科学研究所において再使用型宇宙輸送機として提案がなされた有翼飛翔体HIMESに関わる再突入実験が1988年と1992年に行われ、その打ち上げにはロックーン方式が用いられている。

## 打ち上げ実績
Σ-4
| 打ち上げ日時 | 打ち上げ日時 | 打ち上げ日時 | 通番 | 射点                   | 到達高度 |
| ------------ | ------------ | ------------ | ---- | ---------------------- | -------- |
| 1961年       | 6月13日      |              | 1    | 青森県六ヶ所村尾駮海岸 | 10km     |
| 1961年       | 6月18日      | 13:55        | 2    | 青森県六ヶ所村尾駮海岸 | 105km    |
Σ-3型等も含め気象庁の「凌風丸」を用いて館山沖からや本庄西小学校から、高層気象台から、また青森県尾駮海岸から合計12機が打ち上げられた。

## 関連事項
- 観測ロケット
- 宇宙科学研究所
  - ペンシルロケット
  - ベビーロケット
  - アルファロケット
  - パイロケット
  - カッパロケット

## 関連書籍
- 『宇宙のコロンブス -あなたは月や火星を征服する- 』 糸川英夫著 読売新聞社会部編 鱒書房 1956年